# Condado de Clarke (Alabama)
El condado de Clarke es un condado de Alabama, Estados Unidos. Su nombre proviene del General John Clarke, de Georgia. Tiene una superficie de 3244 km² y una población de 27867 habitantes (según el censo de 2000). La sede de condado es Grove Hill.

## Geografía
Según la Oficina del Censo de los Estados Unidos el condado tiene un área total de 3244 km², de los cuales 3207 km² son de tierra y 37 km² de agua (1.14%).

### Principales autopistas
- U.S. Highway 43
- U.S. Highway 84
- State Route 5
- State Route 69

### Condados adyacentes
- Condado de Marengo (norte)
- Condado de Wilcox (noreste)
- Condado de Monroe (este)
- Condado de Baldwin (sur)
- Condado de Washington (suroeste)
- Condado de Choctaw (noroeste)

### Ciudades y pueblos
- Coffeeville
- Fulton
- Grove Hill
- Jackson
- Thomasville

### Comunidades
- Alma
- Campbell
- Carlton
- Dickinson
- Gainestown
- Morvin
- Whatley

### Pueblos fantasma
- Clarkesville
- Failetown

## Demografía
| Población histórica Año Población ±% 1900 27 790 — 1910 30 987 +11.5 % 1920 26 409 −14.8 % 1930 26 016 −1.5 % 1940 27 636 +6.2 % 1950 26 548 −3.9 % 1960 25 738 −3.1 % 1970 26 724 +3.8 % 1980 27 702 +3.7 % 1990 27 240 −1.7 % 2000 27 867 +2.3 % |           |         |
| Población histórica |           |         |
| Año | Población | ±%      |
| 1900 | 27 790    | —       |
| 1910 | 30 987    | +11.5 % |
| 1920 | 26 409    | −14.8 % |
| 1930 | 26 016    | −1.5 %  |
| 1940 | 27 636    | +6.2 %  |
| 1950 | 26 548    | −3.9 %  |
| 1960 | 25 738    | −3.1 %  |
| 1970 | 26 724    | +3.8 %  |
| 1980 | 27 702    | +3.7 %  |
| 1990 | 27 240    | −1.7 %  |
| 2000 | 27 867    | +2.3 %  |